# エイステイン・オーリ
エイステイン・オーリ（古ノルド語：Eysteinn Orri、1066年9月25日没）は、1066年のスタンフォード・ブリッジの戦いで戦死したノルウェーの貴族である。

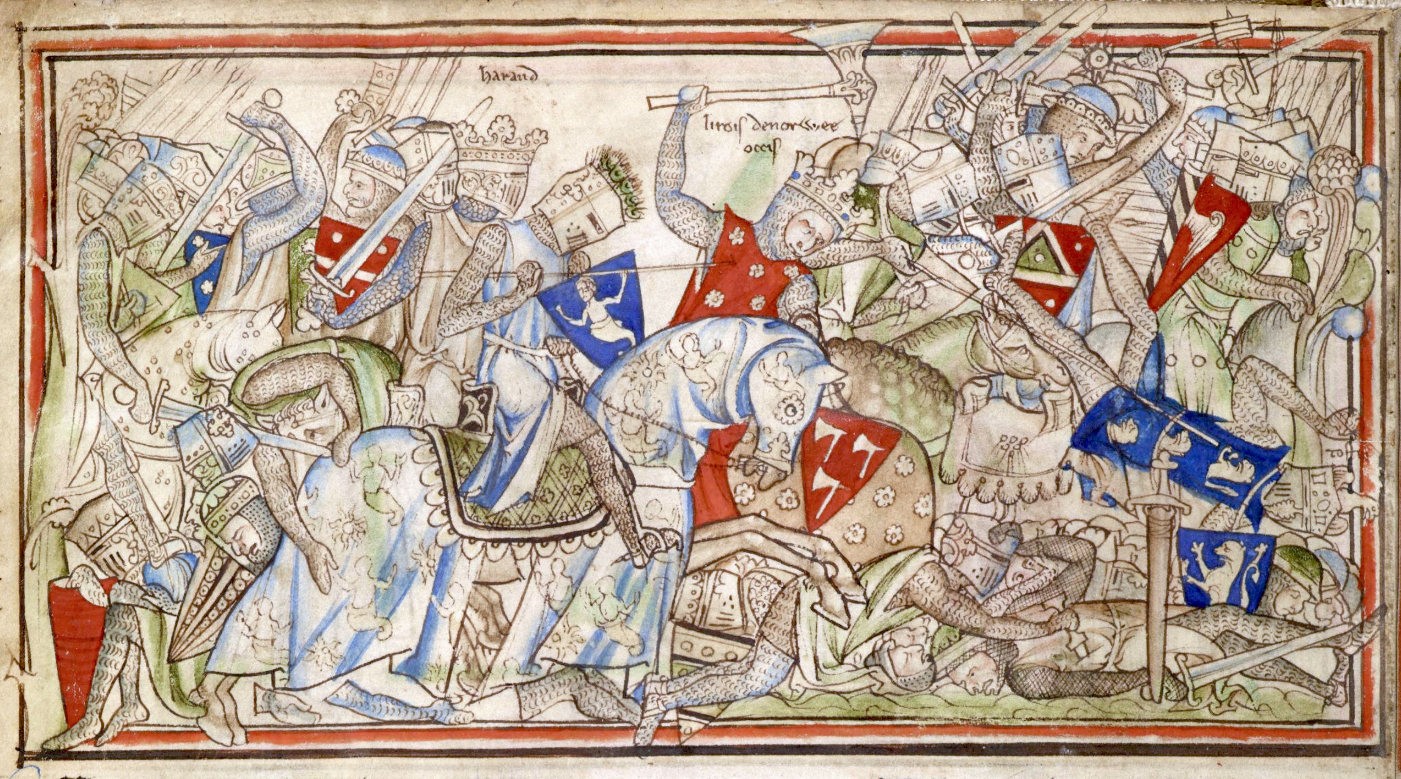
マシュー・パリスが描いたスタンフォード・ブリッジの戦い

エイスティンはノルウェー王妃エリザヴェータを介してノルウェー王ハーラル3世の娘マリア(en: Maria Haraldsdotter)と婚約していた。ヘイムスクリングラによれば「ノルウェー貴族の中で最も王に最も愛されていた」人物であったとされる。エイスティンは1066年に行われたハーラル王のイングランド侵攻に同行した。
ハーラル王率いるノルウェー軍は、イングランド北部の街スカーブラで初めて抵抗に遭った。街の人々はハーラルに対する降伏を拒否したため、彼は報復として町を焼き払うという手段に出た。この仕打ちによりハーラル王を恐れた他のノーサンブリア地方の街は皆ハラルドに降伏することになった。ノルウェー軍はさらにハンバー川を下り、リクコールで進軍を止めた。ハーラルはその後モールカル伯・エドウィン伯率いるアングロ・サクソン軍と遭遇し、9月20日に彼らを撃破した。ハーラル軍はアングロ・サクソン軍に対して大勝し、4日後の9月24日には、北イングランドの中心都市であるヨークがノルウェーに降伏した。
9月25日未明、ハーラル王とトスティ・ゴドウィンソンは自軍の3分の1をリクコールに残して再びヨークに向けて出発した。エイスティンはハーラル王の息子のオーラフ・ハラルドソンとともに船を守るためにリクコールに駐屯した。しかし、イングランド王ハロルド・ゴドウィンソン率いるイングランド軍がスタンフォード・ブリッジにてノルウェー軍に奇襲を仕掛けた。そしてハーラル王率いるノルウェー軍本隊から援軍を要請する使者が派遣された。エイスティンは共に駐屯していたノルウェー軍を取りまとめ、戦場に大急ぎで向かった。しかし、エイスティンらが戦場にたどり着いた頃には、既にハーラル王は戦死していた。エイスティンの部下たちの中には、戦場に到着したとたん、疲労のあまり倒れ、死んでしまった者もいたという。エイスティンの率いていた別働隊はハーラル王の率いていた本隊とは異なり、完全武装で戦闘に参加していた。エイスティン・オーリの率いる別働隊はイングランド軍に対して怒涛の勢いで突撃したとされ、ノルウェーの伝承では彼の果敢な突撃は「オーレの嵐」と呼ばれている。彼らの攻撃はイングランドの進軍を一時的に停滞させることに成功したものの、ノルウェー軍は再びイングランド軍に圧倒され、遂にはオーレも戦死した。指揮官を失ったノルウェー軍は瞬く間に敗走した。イングランド軍に追われる中、逃げ惑うノルウェー人の中には川で溺死する者もいたという。

## 文献
- DeVries, Kelly (1999). The Norwegian Invasion of England in 1066. Boydell & Brewer Ltd. ISBN 978-0-85115-763-4